# Stazione di Manchester Deansgate
La stazione di Manchester Deansgate è una stazione ferroviaria ubicata lungo la tratta comune delle ferrovie Liverpool-Earlestown-Manchester, Liverpool-Warrington-Manchester e Manchester-Preston, all'imbocco della linea di cintura di Ordsall. La stazione è situata al margine della zona centrale di Manchester, nel quartiere di Castlefield.

## Storia
La stazione è stata aperta il 20 luglio 1849 con il nome di Knot Mill dalla compagnia Manchester South Junction and Altrincham Railway. Inizialmente gli edifici erano stati realizzati in legno ma nel 1891 si riuscì ad iniziare la pratica per la nuova costruzione in muratura che fu ultimata nel 1896. La data del completamento dei lavori appare sullo scudo con il simbolo della stazione che si trova sopra l'entrata principale. La stazione cambiò nome in Knot Mill & Deansgate intorno al 1900 e prese il suo nome attuale di Deansgate solo nel 1971.

## Movimento
La stazione è servita da treni regionali operati da Northern Trains, nell'ambito dell'affidamento da parte del Dipartimento per i trasporti.

## Interscambi
Nelle vicinanze della stazione effettuano fermata i tram della rete Metrolink di Manchester, nonché alcune linee automobilistiche, gestite da Transport for Greater Manchester.
- Fermata tram (fermata Deansgate-Castlefield)
- Fermata autobus